# St. Nikolaus (Haidgau)

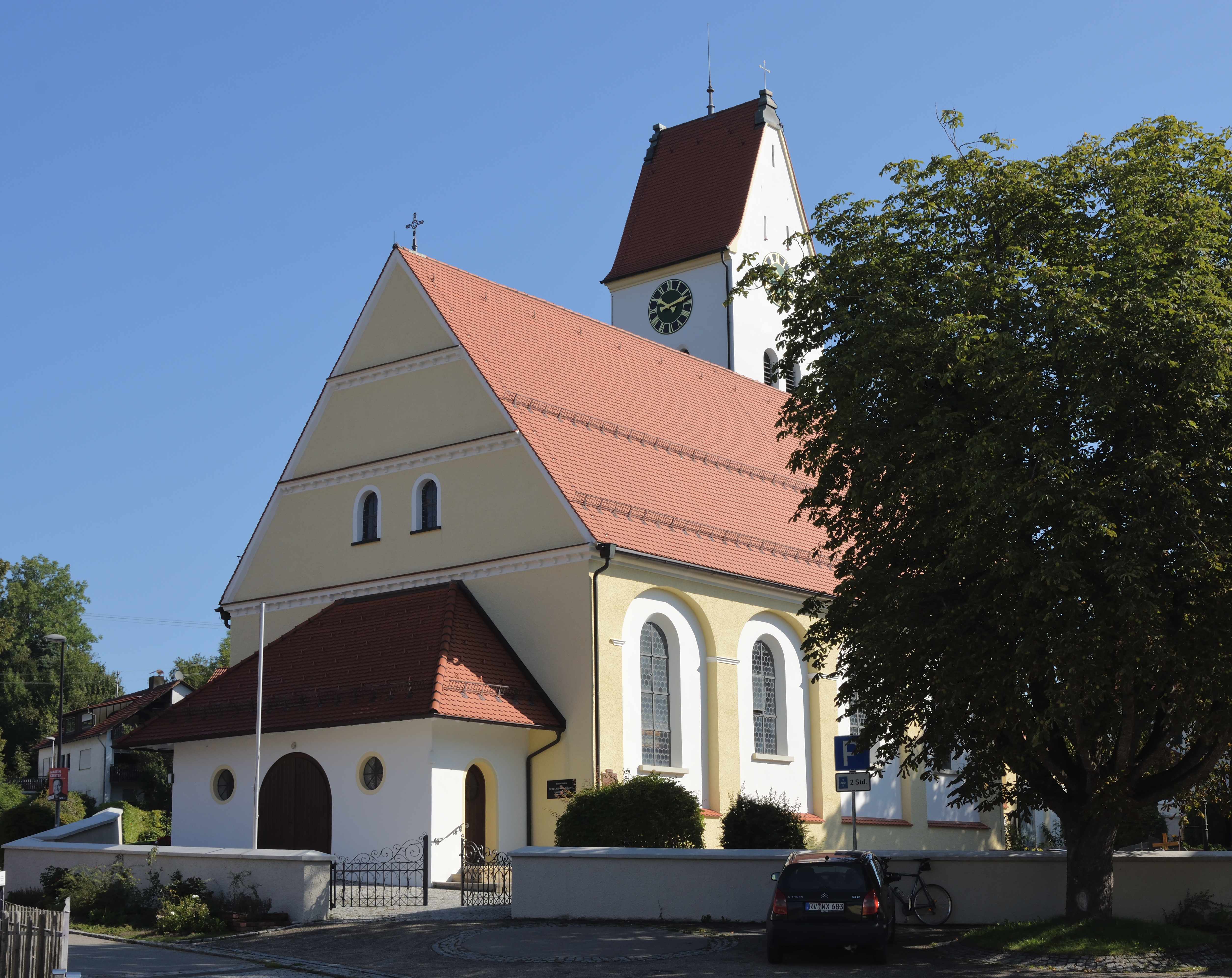
St. Nikolaus in Haidgau

Die römisch-katholische Pfarrkirche St. Nikolaus steht in Haidgau, einem Stadtteil von Bad Wurzach im Landkreis Ravensburg in Baden-Württemberg. Die Kirchengemeinde gehört zur Diözese Rottenburg-Stuttgart. Das Bauwerk ist beim Landesamt für Denkmalpflege Baden-Württemberg als Baudenkmal eingetragen.

## Beschreibung
Die Saalkirche besteht aus einem Langhaus, einem eingezogenen, dreiseitig geschlossenen Chor im Osten mit einer Sakristei an der Ostwand und einem Chorflankenturm an der Nordwand des Chors, der beim Neubau des Langhauses um 1710 aufgestockt und quer mit einem Satteldach bedeckt wurde. Sein oberstes Geschoss beherbergt die Turmuhr und hinter den als Biforien gestalteten Klangarkaden den Glockenstuhl, in dem vier Kirchenglocken hängen. Im Westen wurde 1872 ein Anbau errichtet, in dem sich hinter dem Portal das Vestibül befindet. 